# Gerald Wasshuber
Gerald Johannes Wasshuber (* 19. Februar 1976 in Bruck an der Mur) ist ein österreichischer Basketballtrainer und ehemaliger -spieler.

## Laufbahn
Wasshuber spielte als Jugendlicher bis 1993 Basketball in Aflenz und ab 1993 in Kapfenberg. Er war österreichischer Jugendnationalspieler und schaffte mit 17 Jahren den Sprung ins Aufgebot des Bundesligisten Kapfenberg Bears. Bereits 1998 beendete der 1,86 Meter große Aufbauspieler mit 22 Jahren seine Spielerkarriere und widmete sich seinem Lehramtsstudium in den Fächern Sport, Geschichte und Sozialkunde. Dieses schloss er 2003 ab. Während seiner Studentenzeit war er als Jugendtrainer in Kapfenberg sowie im Leistungszentrum Steiermark tätig. Zwischen 2001 und 2003 hatte Wasshuber die Leitung der Kapfenberger Nachwuchsabteilung inne, von 2003 bis 2005 war er Trainer an der Teamsportakademie Kapfenberg und leitete die Basketballabteilung des Nachwuchsmodells Kapfenberg. In der Saison 2005/06 arbeitete er hauptamtlich als Jugendtrainer im Nachwuchsmodell Kapfenberg.
2006 wechselte Wasshuber als Assistenztrainer in den Stab des deutschen Bundesligisten Gießen 46ers. Er war bis 2010 für die Mittelhessen in diesem Amt tätig, während der Spielzeit 2009/10 war er zusätzlich Cheftrainer des Zweitligisten TV 1860 Lich.
Im Mai 2010 wurde er als neuer Trainer des Bundesligavereins WBC Wels vorgestellt. Im September 2011 wurde Wasshuber in Wels aufgrund von „Auffassungsunterschieden“ entlassen. Er wurde wieder als Jugendtrainer im Rahmen des Nachwuchsmodells Kapfenberg sowie als Lehrer tätig. Darüber hinaus betreute Wasshuber als Trainer die österreichischen U16-, U18- und U20-Nationalmannschaften, unter anderem bei der U18-B-EM 2013, der U20-B-EM 2014 sowie den B-Europameisterschaften im Altersbereich U16 in den Jahren 2015 und 2016.